# Jude Nworuh
Jude Ikechukwu Nworuh (Lagos, 9 giugno 1989) è un ex calciatore nigeriano, di ruolo attaccante.

## Carriera

### Club
Ha esordito nel 2008 in prima squadra nel Midtjylland, dove in quattro stagioni, inframmezzate da un prestito di un anno al Fredericia, ha segnato complessivamente 17 gol in 88 partite (tra cui 75 partite e 12 gol nella prima divisione danese). In seguito è passato all'Horsens, sempre nella prima divisione danese. Successivamente ha giocato anche nella prima divisione israeliana ed in quella indiana.

### Nazionale
Nel 2008 ha giocato una partita nella nazionale nigeriana Under-20.

## Palmarès

### Club

#### Competizioni nazionali
- Indian Super League: 1

Chennaiyin: 2017-2018